# Ceroplastodes dugesii
Ceroplastodes dugesii är en insektsart som först beskrevs av Victor Antoine Signoret 1886.  Ceroplastodes dugesii ingår i släktet Ceroplastodes och familjen skålsköldlöss. Inga underarter finns listade i Catalogue of Life.